# Larissa Sophie Römer
Larissa Sophie Römer (* 1997 in Recklinghausen) ist eine deutsche Schauspielerin.

## Leben und Karriere
Noch in ihrer Schulzeit nahm Larissa Sophie Römer Schauspielunterricht an der Schauspielschule Take-Off in Bochum. In Berlin sammelte sie erste Schauspielerfahrungen. Nach einigen studentischen Kurzfilmprojekten folgten die ersten Projekte in Film und TV. 2020 stand sie für zwei Episoden der deutschen Soap Gute Zeiten, schlechte Zeiten vor der Kamera. Sie hatte eine Hauptrolle im DFFB-Kurzfilm Das Kratzen, welcher auf dem unabhängigen Berliner Fernsehsender ALEX Berlin ausgestrahlt wurde. 2021 folgte ihre Rolle als Nelly im ARD-Degeto-Film Rückkehr nach Rimini. Im Anschluss verkörperte sie Nadine Torwald in einer Episode von Morden im Norden und wirkte in diversen Kurzfilmproduktionen mit.
Als Teil ihrer Ausbildung, absolvierte sie Coachings und Workshops in Berlin, z. B. bei Tim Garde, der Tankstelle und Jens Roth. 2023 nahm sie Schauspielunterricht in den USA bei Jason Buyers am Anthony Meindl’s Institute (AMAW – Anthony Meindls Actor Workshop) in New York City, bei Graham Shiels und Shannon Sturges in Los Angeles.
Neben der Schauspielerei besuchte Larissa Sophie Römer außerdem die Freie Universität Berlin und schloss dort 2021 einen Bachelor of Arts im Bereich Publizistik- und Kommunikationswissenschaft und Sprache und Gesellschaft ab. Im Rahmen ihres Studiums absolvierte sie 2020 ein Auslandssemester an der Universidad CEU San Pablo in Madrid. Dort belegte sie die Kurse: Brand Management, Internationale Krisenkommunikation und Audiovisuelle Kommunikation: TV-Journalismus/TV-Produktion. Als ein Abschlussprojekt filmte sie während des COVID-Lockdowns ihren ersten Kurzfilm Banana Bread. Während ihres Studiums sammelte sie berufliche Erfahrungen im Marketing und Journalismus, absolvierte ein Praktikum beim ZDF-Landesstudio Berlin und war anschließend als Redaktionsassistenz bei ZDFzoom tätig. 2023 schloss sie einen Master of Science in Management an der Lund School of Economics and Management der Universität Lund ab.

## Filmografie
- 2018: 8 (Kurzfilm)
- 2020: Vampires of the Wilds (Kurzfilm)
- 2020: Gute Zeiten, schlechte Zeiten (Fernsehserie, RTL)
- 2020: Das Kratzen (Kurzfilm)
- 2021: Rückkehr nach Rimini (Film, ARD)
- 2021: Morden im Norden (Fernsehserie, ARD)
- 2023: Der Gast – Sidero & Chaliva (Kurzfilm)
- 2024: Das Ding aus dem Wald (AT) (Kurzfilm)
- 2024: Side Quest (AT) (Kurzfilm)
- 2025: Lennis 4 Jahreszeiten (Film)